# Everybody Draw Mohammed Day

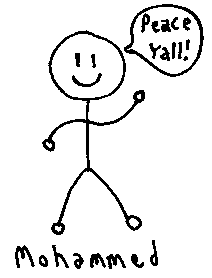
Mohammed ritad av dannyman

Everybody Draw Mohammed Day (Alla ritar Mohammed-dagen) anordnades i USA den 20 maj 2010 till stöd för yttrandefrihet och konstnärlig frihet. Everybody Draw Mohammed Day gav sitt stöd åt dem som blivit mordhotade eller hotade med våld för att de gjort teckningar, skulpturer o.dyl. med anknytning till profeten Muhammed.